# Jacques Mayol
Pour les articles homonymes, voir Mayol.
Jacques Mayol, né le 1er avril 1927 à Shanghai, en Chine, et mort le 22 décembre 2001 à Capoliveri, sur l'île d'Elbe, en Italie, est un plongeur apnéiste français.
Pratiquant une gymnastique et une méditation inspirée du yoga, il est le premier plongeur au monde à descendre à une profondeur de 100 m en apnée, en novembre 1976, dans les eaux de l'île d'Elbe. Il a ouvert la voie à de nombreux plongeurs libres.
Quand il plongeait, Mayol surprenait les scientifiques, car son rythme cardiaque pouvait passer de 70 à 20 pulsations par minute ; cette bradycardie aurait dû provoquer une syncope.

## Biographie
Issu d'un milieu aisé, Jacques Mayol grandit à Shanghai, à la concession française, où son père est architecte. L'été, la famille a l'habitude de se rendre à Karatsu, au Japon, via la ligne maritime Shanghai-Nagasaki. C'est là qu'il apprend à plonger à l'âge de 6 ans. Il est fasciné par les « amas », des plongeuses apnéistes japonaises qui pêchent des coquillages. C'est aussi dans les grottes de Nanatsugama (ja) qu'il rencontre son premier dauphin l'année de ses 10 ans. À la fin des années 1930, le militarisme japonais fait fuir les Occidentaux. Jacques Mayol ne reviendra pas à Karatsu avant 1971.  
En 1939, il s'installe avec sa famille à Marseille où il se retrouve bloqué à cause de la Seconde Guerre mondiale. Avec son frère Pierre Mayol, il plonge souvent avec des masques taillés dans des chambres à air de camion et une arbalète artisanale pour pêcher un peu de poisson. À dix-sept ans, il décide de s'engager dans l'aviation au Maroc mais revient à Marseille en 1945. Il passe alors son temps dans les calanques de Marseille avec Albert Falco qui devient le capitaine de la Calypso de Jacques-Yves Cousteau.
Attiré par la Suède, Jacques Mayol part en 1948 pour ce pays où il se marie quelques années plus tard avec une Danoise, Vibeke Boje Wadsholt (ou Vicky), dont il a une fille (Dottie) et un garçon (Jean-Jacques/Pedro). La famille s'installe à Miami (États-Unis) où Mayol est engagé en 1955 comme plongeur pour nettoyer les aquariums d'un parc aquatique local, le Seaquarium. Il passe alors beaucoup de temps avec une femelle dauphin nommée Clown, mère de Flipper, la vedette du célèbre feuilleton télévisé des années 1960 ; en l'observant comme un élève observe le maître, il parvient à améliorer son apnée.
En 1957, il divorce et abandonne ses enfants. Il a interdiction par le jugement du divorce de les approcher, ce qui fait qu'ils n'auront plus de nouvelles de lui pendant des années. Il mène alors une vie de vagabond et de séducteur. 
Il fait la rencontre de l'italien Enzo Maiorca en 1966 aux Bahamas en battant son record de profondeur par une plongée à 60 m.
Contrairement à ce qui lui avait été prédit, sa cage thoracique n'a pas été écrasée par la pression dès la profondeur de 40 m, ce qui a permis de découvrir le « bloodshift », qui compense en partie la diminution du contenu aérien du thorax, suivant la loi de Boyle-Mariotte, par une augmentation du volume sanguin des capillaires alvéolaires des poumons. Ce sang provient de l'abdomen et des membres, qui peuvent être comprimés par la pression sans difficulté. 
Cette adaptation physiologique nécessaire pour résister sans dommage à la pression de l'eau lors d'une plongée au-delà d'une trentaine de mètres existe chez les mammifères marins, les phoques, les otaries, mais on ignorait alors que l'homme puisse lui aussi faire preuve de cette même capacité, même à un moindre degré.
La compétition entre les deux plongeurs commence alors. En 1973, Jacques Mayol s'installe en Italie. Il y effectue une dizaine de plongées expérimentales pendant lesquelles son pouls descend à 26 pulsations par minute, alors que son nombre de plaquettes et de globules rouges est étonnamment élevé. En novembre 1976, il devient le premier homme à franchir la barre des 100 mètres. 
Le 26 janvier 1975, sa compagne allemande Gerda Covell meurt agressée par un drogué dans une supérette de Gainsville en Floride. Cette perte, qui le détache des humains, et son mal-être le recouvrent d’un voile de tristesse qui l'accompagnera jusqu'à la fin de sa vie.
En 1977, il produit un film érotique sous-marin, Lure of the Triangle.
En 1983, il se rend à Marseille pour assister à l'enterrement de sa mère. C'est à cette occasion qu'il fait la connaissance de Luc Besson qui lui présente son projet de film intitulé Le Grand Bleu. Le personnage de Jacques Mayol, romancé, est interprété par Jean-Marc Barr. On retrouve notamment sa rivalité avec Enzo Maiorca (nommé Enzo Molinari dans le film et interprété par Jean Reno).
Le succès du film les surprend. Jacques Mayol, qui a l'impression d'être dépossédé de son histoire, décide de réviser le contrat afin de bénéficier financièrement de cette réussite, ce qui ne manque pas de jeter un grand froid entre le plongeur et le réalisateur. Enzo Maiorca fait interdire le film en Italie pendant 14 ans, considérant qu'il donne une image désobligeante de lui,.
En 1990, au Cap d'Agde, avec le Dr Marc Ohana, Denis Brousse, Denis Fonquerle et ses parents, il participe à la « naissance avec la mer » de Jonathan, à la plage de la Grande Conque. Il s'agit d'un accouchement dans l'eau, une première minutieusement préparée, et une réussite, mais qui entraîne une polémique et dont la plupart des images ne paraissent que des années plus tard.
Martin Eden de Jack London était son livre de chevet toute sa vie durant.
Rongé par la solitude et déprimé depuis plusieurs mois selon Umberto Pelizzari, il se suicide par pendaison en 2001 à son domicile de Calone (commune de Capoliveri) sur l'île d'Elbe, où il vivait depuis plus de trente ans. Ses cendres sont dispersées au large de la Toscane.
Une plaque en son honneur a été posée près du monument de Yonaguni au Japon, près d'un site archéologique sous-marin inédit qu'il lui avait plu d'explorer. Un hommage lui a également été rendu en 2011 à l'île d'Elbe par l'apposition d'une plaque dans la mer Tyrrhénienne.

## Records
- 1966 : - 60 m (à 39 ans)
- 1968 : - 70 m, en 2 min 35 s (à 41 ans)
- 1976 : - 100 m (à 49 ans)
- 1983 : - 105 m (à 56 ans)

## Dans la culture
- Jacques Mayol est le personnage principal du film Le Grand Bleu (1988).
- Jacques Mayol est un des deux apnéistes nommément cités au début du film On a marché sur Bangkok.
- Jacques Mayol est cité dans la série de mangas Ascension.

## Ouvrages
- Jacques Mayol et Pierre Mayol, Les dix rois de la mer, roman, Marseille, Éditions Jeanne Laffitte, 1989, 231 p. (ISBN 2-86276-179-6)
- Jacques Mayol, Homo Delphinus, Glénat, 1986, 220 p. (ISBN 2-7234-0732-2)

### Documentaires
- Oceania: The Human/Dolphin connection, Estelle Myers, 1992 (Participation).
- Jacques Mayol, l'homme dauphin, Lefteris Charitos, Arte, 2017.
- L'homme dauphin, sur les traces de Jacques Mayol, juin 2018.